# Shangri-La Paris
Le Shangri-La Paris est un établissement hôtelier classé 5 étoiles, ayant obtenu la « distinction palace » en 2014.
Il se situe au 10, avenue d'Iéna, dans le 16e arrondissement de Paris.

## Situation
Proche du Trocadéro, il offre notamment des vues de proximité sur la tour Eiffel, et est à quelques pas du triangle d'or.

## Histoire

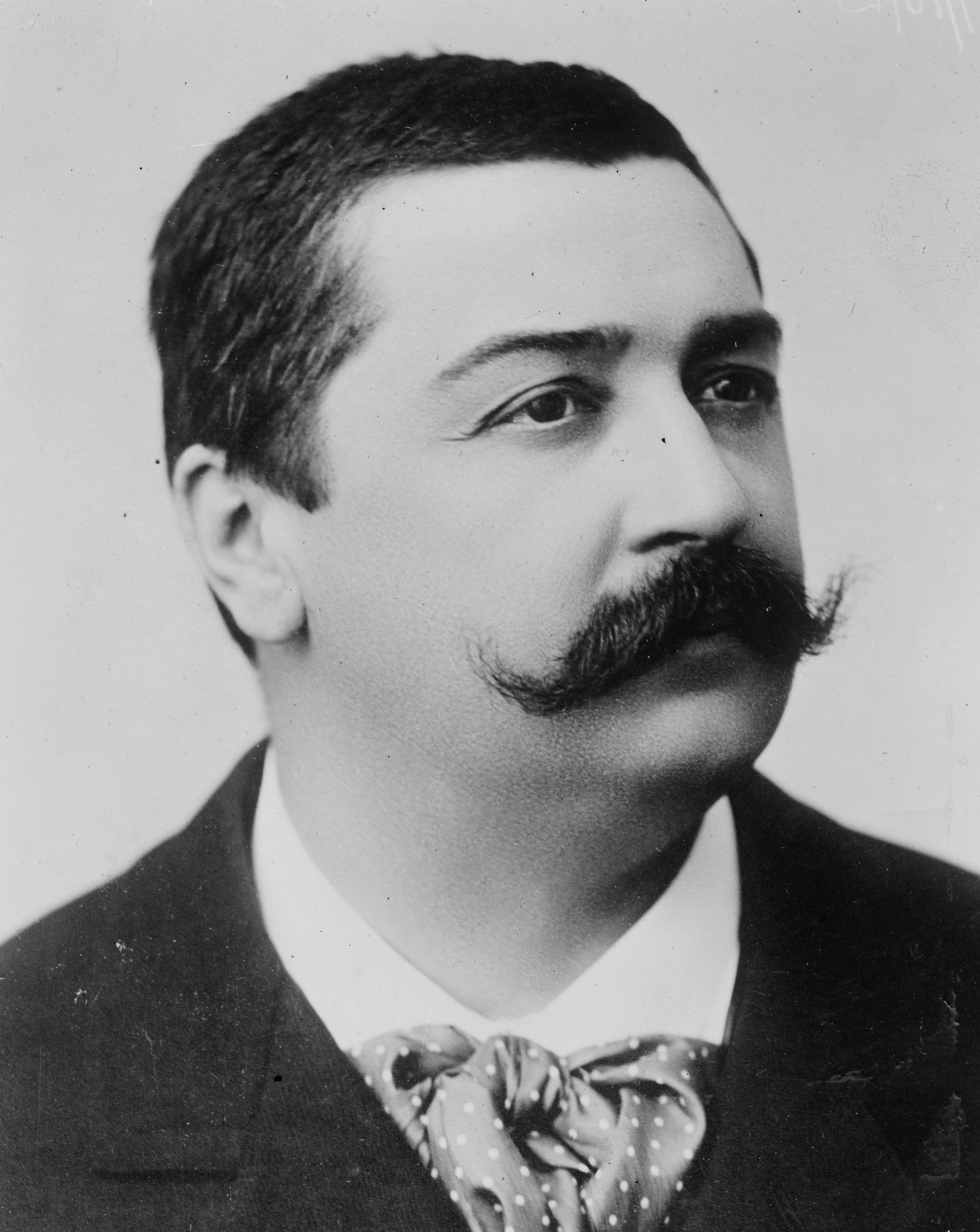
Le prince Roland Bonaparte.

En 1886, le prince Roland Bonaparte est contraint de quitter l'armée en raison de son appartenance à la famille impériale, étant le petit-neveu de Napoléon Ier. Il se lance, à partir de cette année-là, dans l'étude de l'anthropologie puis de la géologie et de la botanique, ce qui l'emmène alors à commencer une collection d'herbiers.
Il décide, en 1891, l'achat d'un terrain, situé à Chaillot, jadis occupé par l'antique villa Nimio, en vue d'y faire construire l'écrin de ses collections. Après un permis de construire obtenu le 30 juin 1891, le prince charge l'architecte Ernest Janty, élève d'Hector Lefuel, de construire un vaste bâtiment de style Louis XIV.
L'immeuble est élevé entre 1892 et 1895, grâce à la fortune de sa défunte épouse Marie-Félix Blanc, fille de l'homme d'affaires François Blanc, fondateur du casino de Monte-Carlo. Le prince intègre la présidence de la Société de géographie en 1910, puis celle de la Société française de photographie en 1919.
Le prince s'éteint dans l'hôtel, le 14 avril 1924, et laisse une importante collection d'herbiers et une vaste bibliothèque regroupant près de 150 000 ouvrages rares provenant des collections de son père, de celles de la princesse Mathilde Bonaparte, ainsi que la collection personnelle de Napoléon Ier à Malmaison.
À partir de 1925, la princesse Marie Bonaparte, sa fille unique, vend l'hôtel à la compagnie universelle du canal maritime de Suez, qui y fait procéder à de nombreux travaux à partir de 1929, sous la houlette de l'architecte Michel Roux-Spitz. La bibliothèque du prince, offerte à la société de géographie, et trop volumineuse pour être déplacée, y demeure jusqu'en 1942, date à laquelle elle est transférée au siège du 184, boulevard Saint-Germain, ainsi qu'à la bibliothèque nationale.
L'édifice est rapidement racheté par l'État, en vue d'y implanter l'Office national du commerce extérieur. Il s'en sépare en 2005 en faveur du groupe hôtelier Shangri-La pour la somme de 92 millions d'euros. S'ensuit une vaste campagne de travaux dirigée par l'architecte Richard Martinet, et destinée à moderniser et restaurer les lieux dans l'esprit d'origine. Le nouvel hôtel est inauguré le 17 décembre 2010, puis obtient la « distinction palace » en 2014.

## Architecture

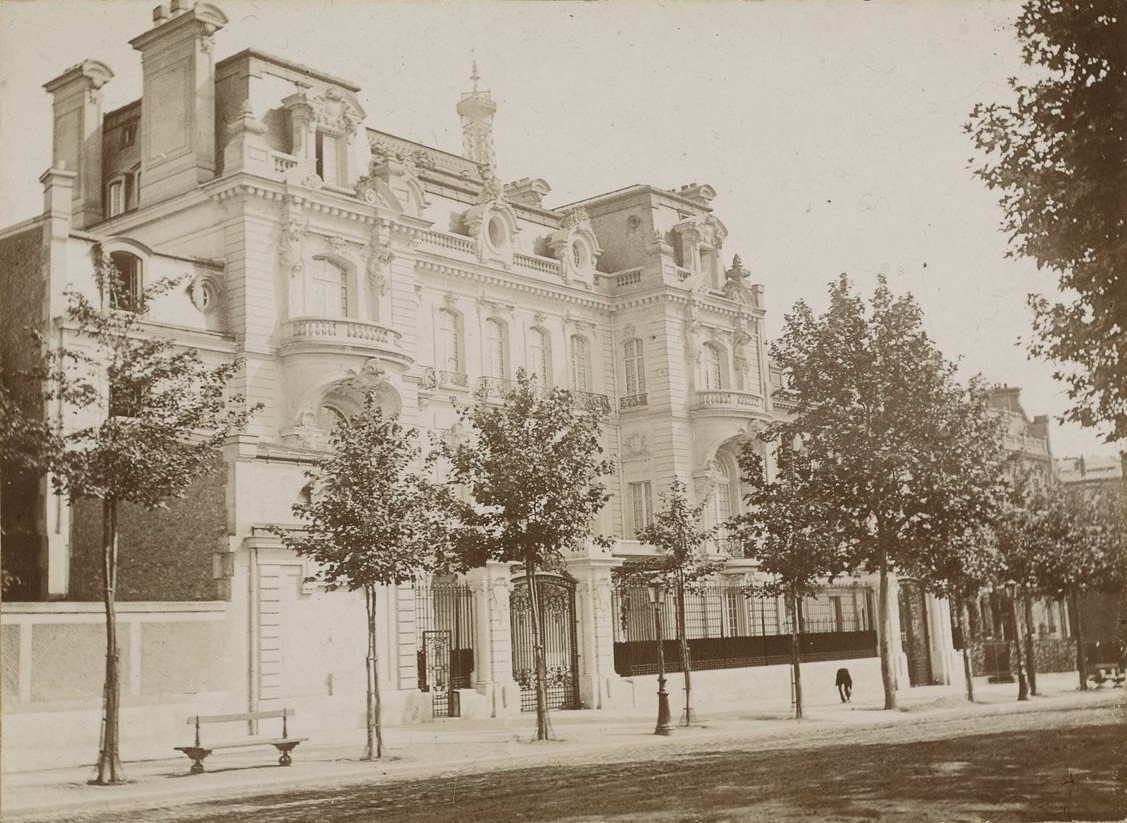
L'hôtel Bonaparte le 26 juin 1896.

L'architecte Ernest Janty conçoit, dès l'origine, deux bâtiments, l'un donnant sur l'avenue d'Iéna, se développant alors sur trois niveaux dont un sous combles mansardés, et un second en contrebas, donnant sur la rue Fresnel, axé autour d'une cour centrale et accueillant alors la vaste bibliothèque du prince, ainsi que les communs, le tout dans un style éclectique très surchargé rappelant le Second Empire.
En 1929, les travaux de l'architecte Michel Roux-Spitz portent sur le réaménagement du bâtiment principal, qui voit disparaître sa mansarde au profit de murs droits surmontés de trois niveaux en gradins, et une partie des communs sur la rue Fresnel se voit transformée en parking occulté par une immense verrière en plein cintre. Quelques travaux ont lieu dans les années 1980, principalement sur le bâtiment de la rue Fresnel, et finissent de faire disparaître l'ancienne bibliothèque du prince.
En 2005, les travaux de l'établissement actuel démarrent sous la houlette de l'architecte Richard Martinet, en tandem avec l'architecte d'intérieur Pierre-Yves Rochon, et se terminent en 2010.

## Le palace

Détail de la façade.

L'hôtel fait partie de onze autres hôtels parisiens ayant reçu la distinction de palace ». Il dispose de 63 chambres, 33 suites et 4 suites « Signature ».
Il dispose également d'un service de conciergerie, d'un centre de bien-être Chi, Le Spa pourvu d'une piscine de 17 mètres de long, de quatre cabines de soins, d'une terrasse et une salle de remise en forme, un service de blanchisserie et un service postal.

### Chambres et suites
- 63 chambres dont : 19 chambres supérieures, 25 chambres Deluxe, 6 chambres Terrasse, 8 chambres vue Eiffel, 5 chambres Terrasse vue Eiffel.
- 33 suites dont : 9 junior suites, 5 junior suites vue Paris, 6 suites Deluxe, 3 suites Duplex, 5 suites Terrasse, 3 suites Duplex vue Eiffel et 2 suites Duplex Terrasse vue Eiffel.
- 4 suites « Signature » : la suite Gustave Eiffel, la suite Chaillot, la suite Appartement Prince-Bonaparte, la suite Shangri-la.

Toutes les chambres et suites disposent d'un service en chambre deux fois par jour, d'un accès Wi-Fi haut-débit, d'un coffre fort et d'une salle de bains avec produits de beauté, sol en marbre chauffant, baignoire et douche séparées, télévision dissimulée dans le miroir.

### Restaurants
- La Bauhinia : restaurant contemporain de cuisine française et d'Asie du Sud-est.
- Le Shang Palace : restaurant traditionnel chinois d'inspiration cantonaise, 1 étoile au guide Michelin.

### Bar
- Le bar botaniste et ses lounges :  un bar dans le cadre de trois salons historiques.

### Salons de réception
- Situés au premier étage du bâtiment principal : le grand salon, le salon de famille, la salle à manger.
- Situé au deuxième étage du bâtiment Fresnel : le salon Roland-Bonaparte

## Galerie

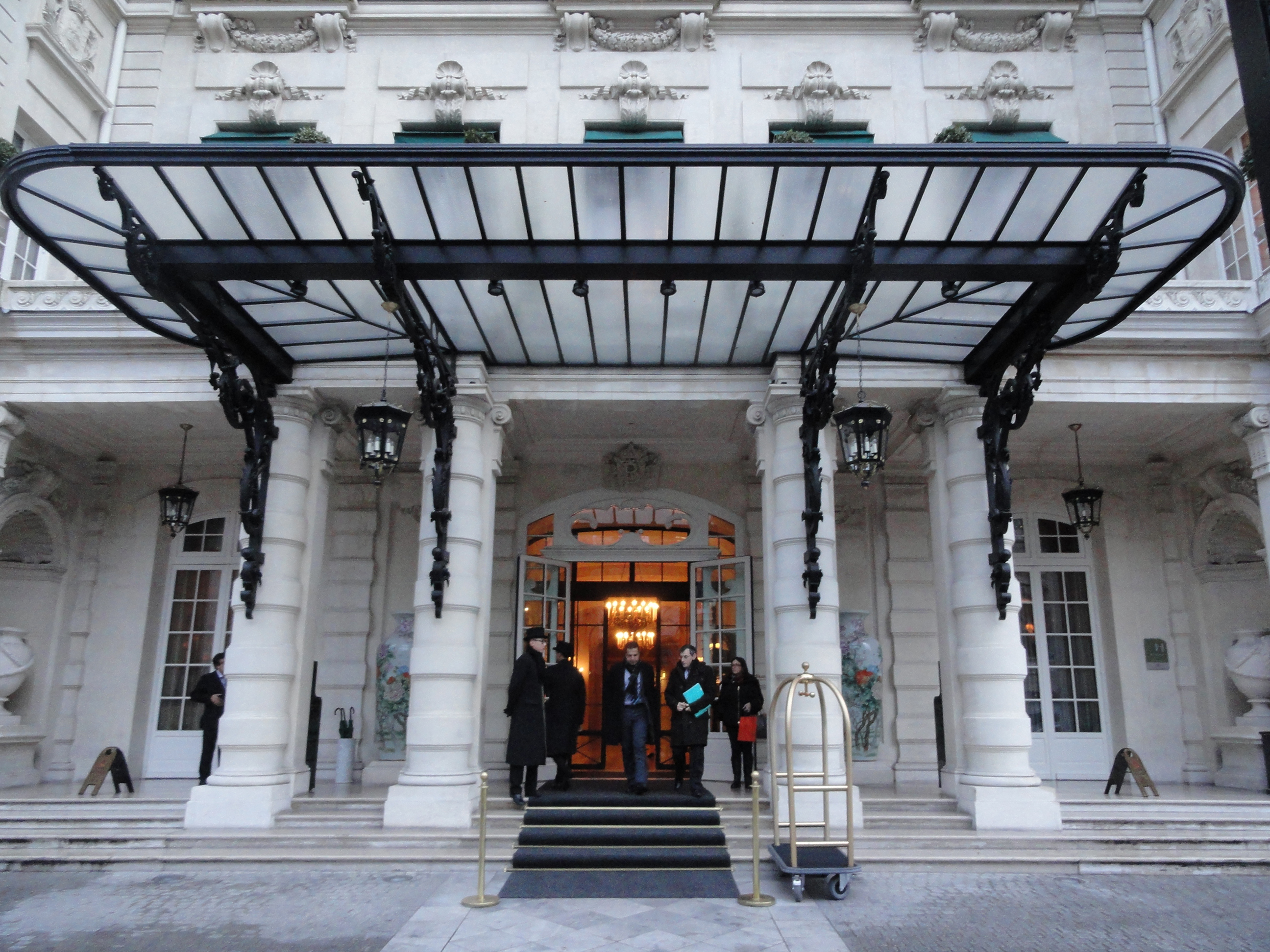
La marquise de l'hôtel.
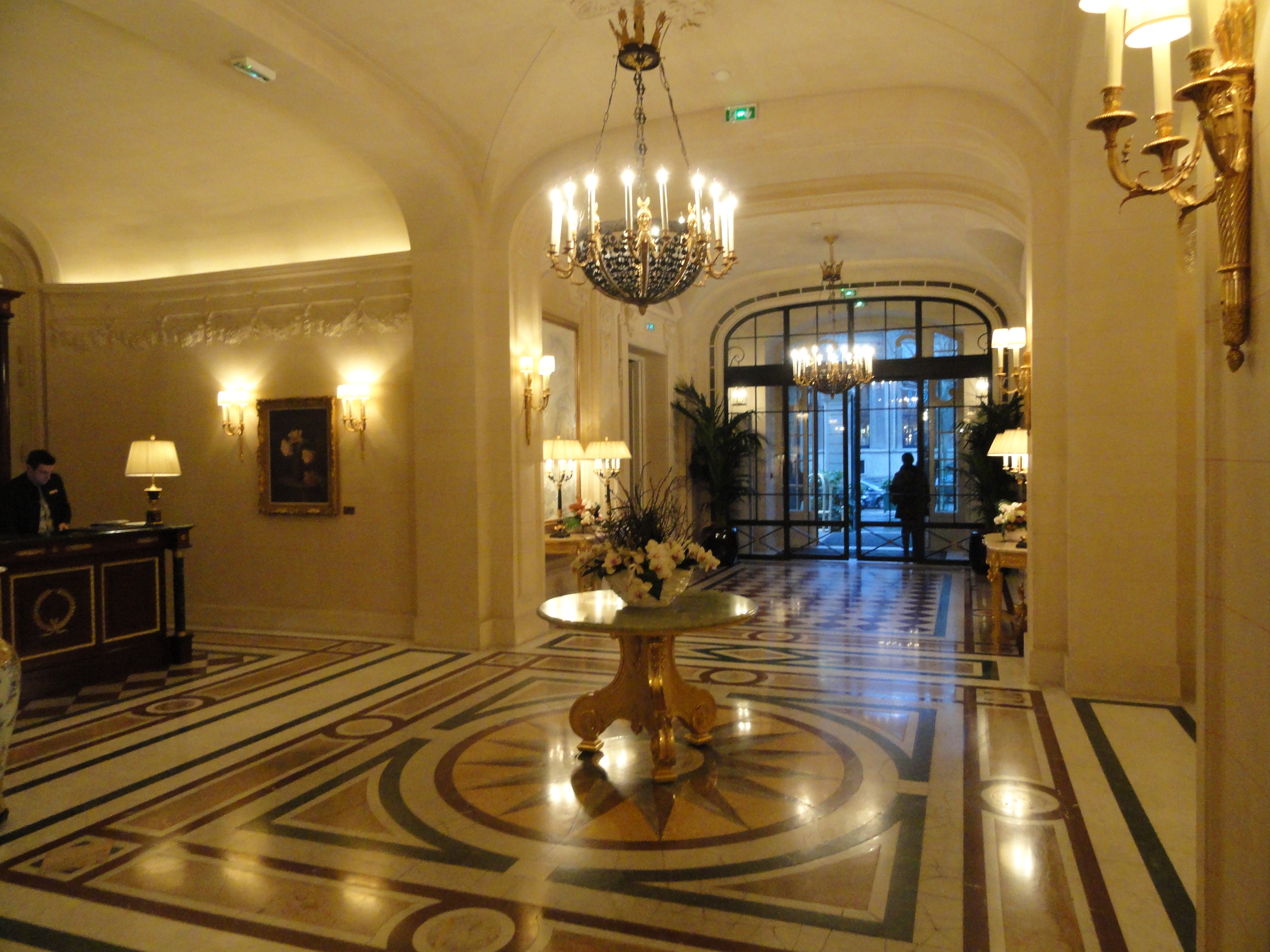
Le hall d'entrée.
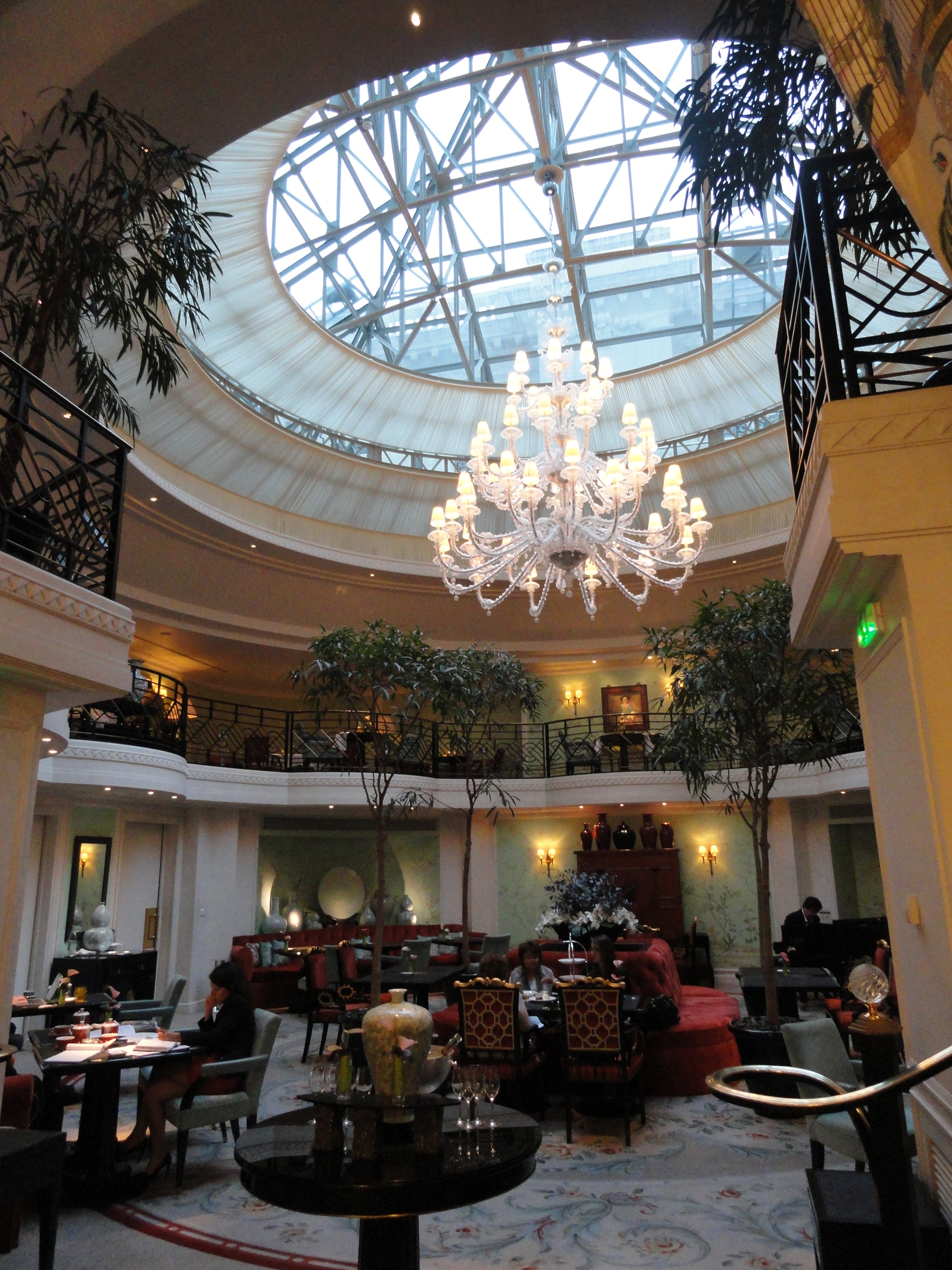
Le restaurant sous la coupole.
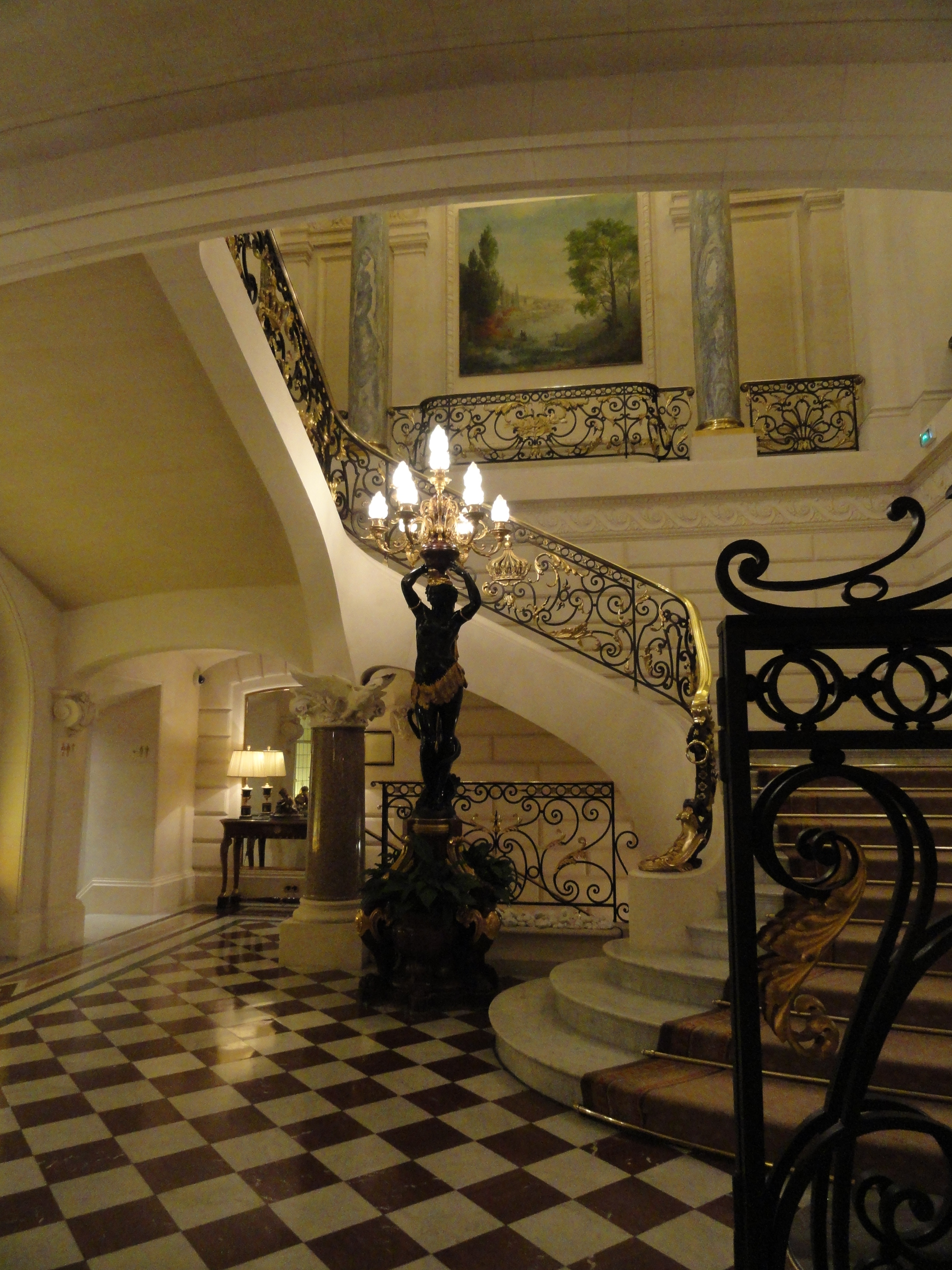
Un des escaliers majestueux.
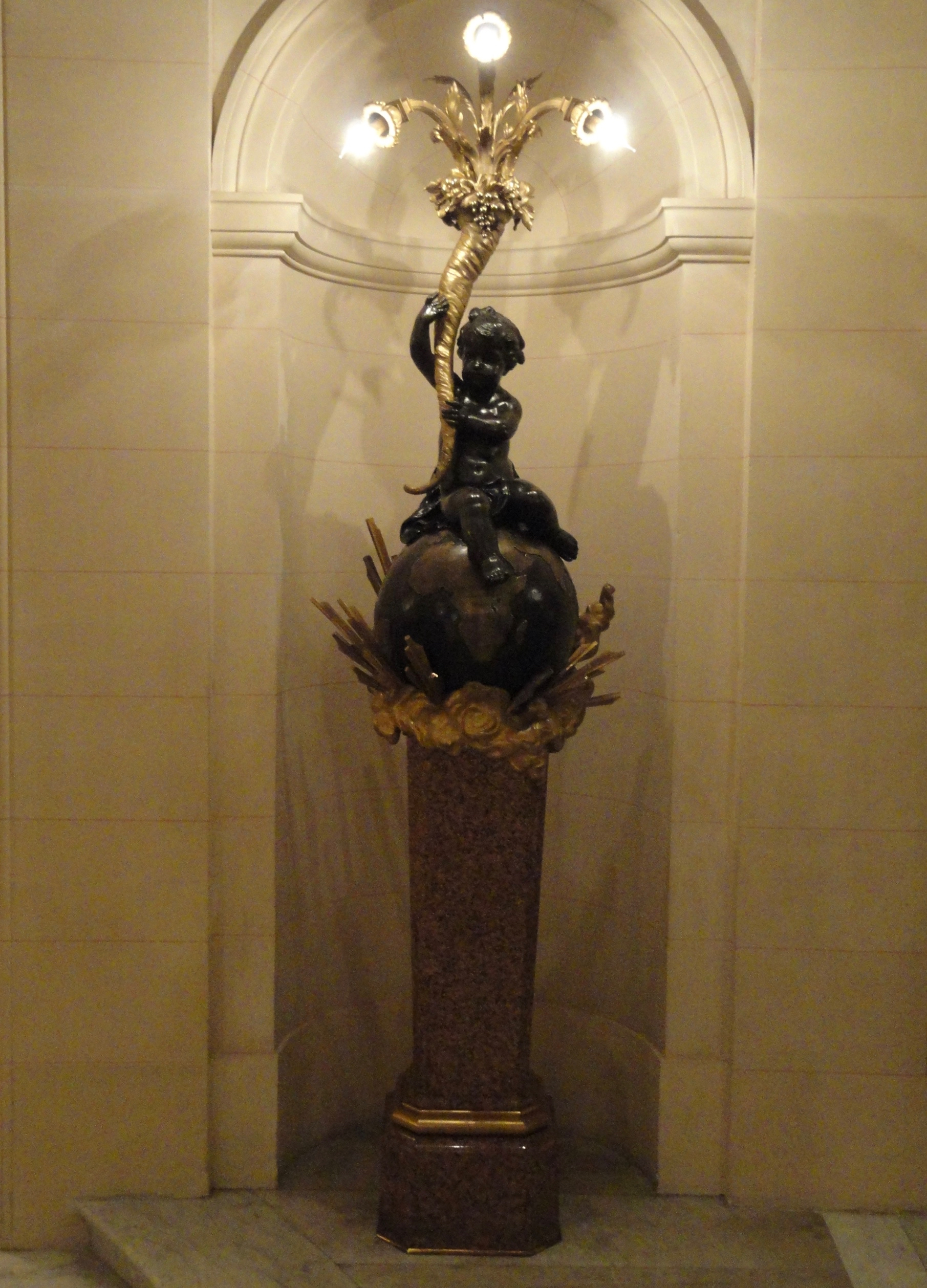
Un des lampadaires.
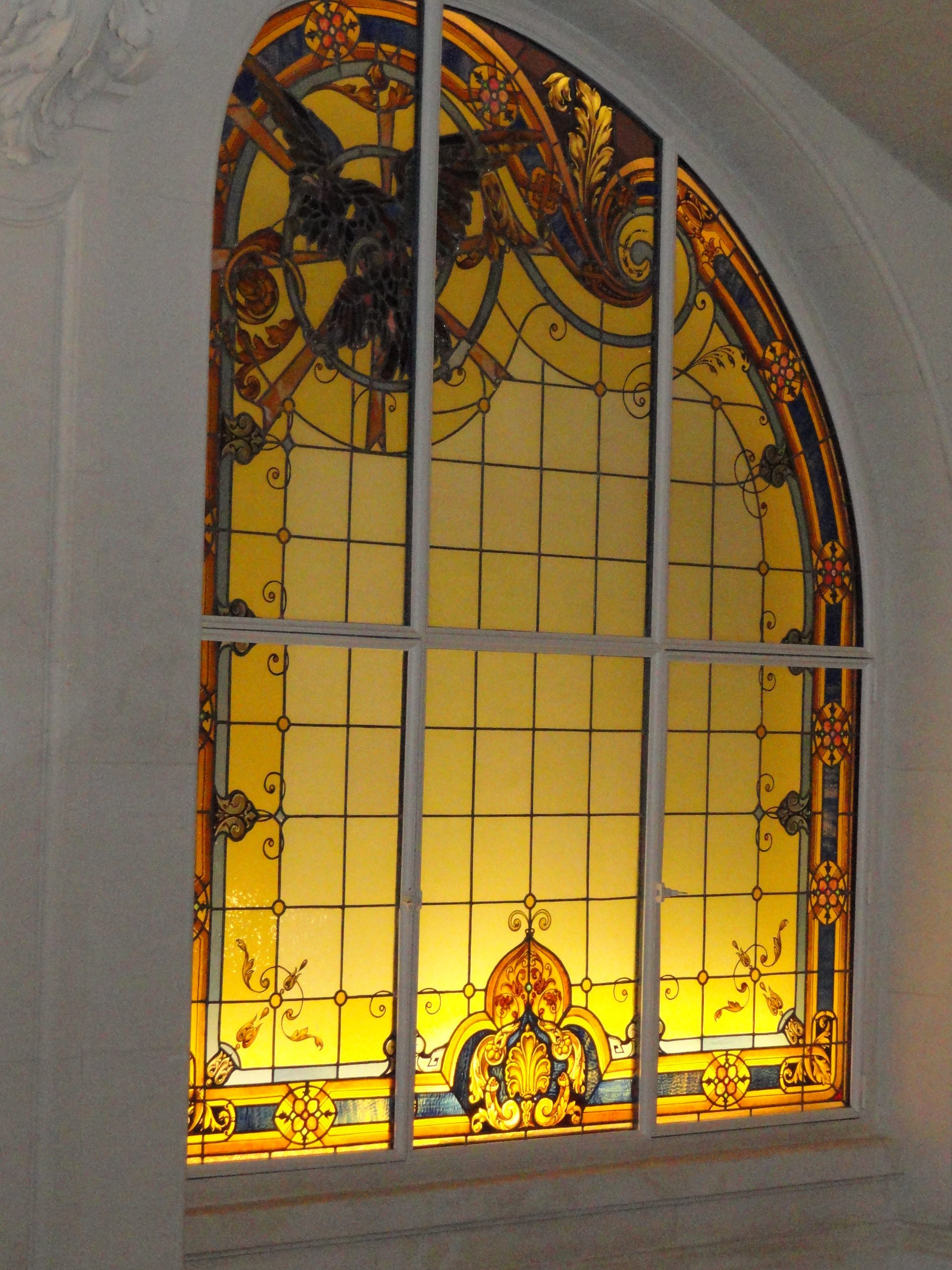
Une fenêtre en vitrail.

## Protection
L'établissement fait l'objet d'une inscription aux monuments historiques par arrêté du 10 février 2009 pour l'ensemble de ses façades et toitures, le pavillon du concierge, ainsi que la grille de clôture sur rue, l'escalier d'honneur et sa cage en totalité (y compris les paliers) et les pièces avec décor repérées sur le plan de l'immeuble :
- Au rez-de-chaussée : l'ensemble de la galerie (axiale, transversale et rotonde) , le salon d'attente, le fumoir, la salle de billard.
- Au premier étage : les espaces de distribution (salon d'attente, passage voûté, galerie) , le grand salon, la salle à manger, le salon bleu et le salon de famille.
- Au deuxième étage : le salon du prince[4].